# Strategia della catena di isole

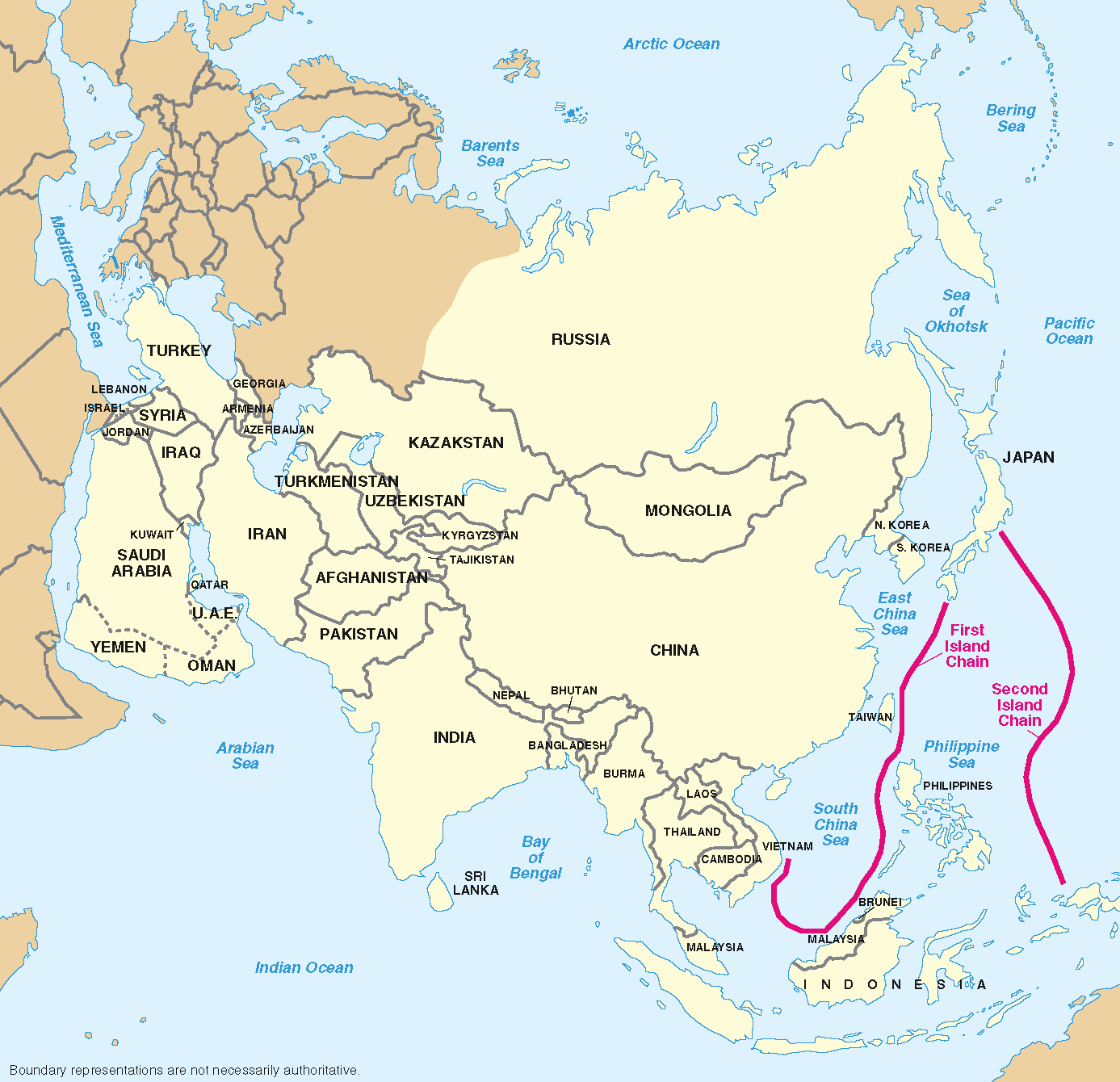
La prima e la seconda catena di isole

La strategia della catena di isole (originale inglese: Island Chain Strategy) è una strategia militare statunitense, menzionata per la prima volta dal politico e analista di politica estera John Foster Dulles nel 1951 (durante la guerra di Corea), che suggeriva di circondare l'Unione Sovietica e la Cina dal mare.
Il tema della catena insulare non diventò mai un tema centrale nella politica statunitense durante la guerra fredda - anche a causa dell'alleanza de facto che si viene a formare tra Washington e Pechino durante la presidenza Nixon, in funzione anti-sovietica - ma diventa invece un punto di riferimento per la strategia navale statunitense dall'inizio del nuovo millennio, con la crescita della competizione sino-statunitense.
Questo concetto è causa dei timori cinesi di essere circondati da forze ostili (specificamente americane), sottolinea l'importanza geografica e strategica di Taiwan e aiuta a modellare le opzioni e le strategie navali americane e cinesi, oltre a svolgere un ruolo anche nella politica economica cinese. 
Negli scritti cinesi sull'argomento, lo sviluppo della strategia venne suddiviso in tre catene, progressivamente sempre più lontane dal territorio nazionale cinese, ovvero Prima, Seconda e Terza catena di isole. 

## Prima catena di isole
La prima catena di isole inizia alle isole Curili e termina verso il Borneo e la parte settentrionale delle Filippine. È la prima catena a circondare i paesi socialisti allineati con l'Unione Sovietica. Nelle intenzioni strategiche americane degli anni '50, dopo che la Russia sovietica fosse stata bloccata, l’azione militare americana su questa catena si sarebbe concentrata sulla Cina.
L'elemento chiave di questa prima catena sarebbe stata l’isola di Taiwan, rimasta sempre nell’area di influenza americana e fortemente difesa. Poiché questa catena di isole è costituita da una serie di masse continentali, venne anche chiamata portaerei inaffondabile (nell’originale inglese: unsinkable aircraft carrier), soprattutto in riferimento a Taiwan.

## Seconda catena di isole
La seconda catena di isole può fare riferimento a due diverse interpretazioni, ma la versione più comunemente usata si riferisce alla catena di isole formata dalle isole giapponesi Ogasawara e Vulcano, oltre alle isole Marianne (fra cui l'isola di Guam, importante base militare USA), che sono parte del territorio degli Stati Uniti.
Poiché si trova nella parte centrale dell'Oceano Pacifico, questa catena fungerebbe da seconda linea di difesa strategica per gli Stati Uniti.

## Terza catena di isole
La terza catena di isole è la parte più esterna descritta dalla strategia. La sua catena di isole inizia dalle isole Aleutine e termina in Oceania. La parte fondamentale della terza catena delle isole sarebbe costituita dalle isole Hawaii, anch’esse parte integrante del territorio degli Stati Uniti, nonché sedi di basi navali.

## Obiettivi ed eventi
L'obiettivo primario della dottrina americana delle catene di isole era l'URSS; tuttavia, ulteriori obiettivi includevano anche la Repubblica Popolare Cinese e il Vietnam. Dopo il crollo dell'Unione Sovietica nel 1991, la Cina divenne ben presto l'obiettivo principale di questa dottrina militare.